# Castell de Finestres
Castell de Finestres és un edifici de Sant Aniol de Finestres (Garrotxa) declarat bé cultural d'interès nacional. És una construcció situada a 960 metres d'altura en el camí de Sant Aniol a Mieres i Santa Pau.

## Descripció
Restes del setial en un penyal prop del camí de Sant Antoni a Santa Pau. Era de dimensions reduïdes, típicament roquera, sense gaires comoditats i a 960 metres d'alçada, ocupant tota la plataforma de la muntanya i envoltada de precipicis. D'aquestes construccions quasi no ha restat res. Cèsar August Torres, l'any 1910 esmentava uns fonaments i uns vestigis de construccions que no han deixat cap rastre. Actualment hi ha les restes d'una possible cisterna i uns trams de graonada, adossats a la roca que permeten enfilar-se a la ruïna.

## Història
Castell termenat. Documentat el 947. L'antecedent documental més llunyà deu ser la concessió de la serra de Finestres, atorgada pel Comte de Barcelona i Girona, com a feu comtal de Cerdanya i Besalú. Al Concili de Narbona, celebrat a la catedral de Barcelona el 906, s'esmenta als Porqueres i més endavant els en confiaren la castellania fins que es convertí en feu. Aviat els Porqueres es varen declarar enyors de Finestres i de Puig Angul. La família dels Porqueres no consten documentalment a Finestres fins a l'any 906, però ja hi devien ser en el decurs del segle ix, ja que la fortalesa es correspon amb aquesta data. La fortalesa va quedar feta malbé arran dels terratrèmols del segle xv, fet que possiblement va determinar el trasllat de la residència senyorial a la Vall de Sant Iscle de Colltort, lloc on la vida era molt més fàcil.

## Referències

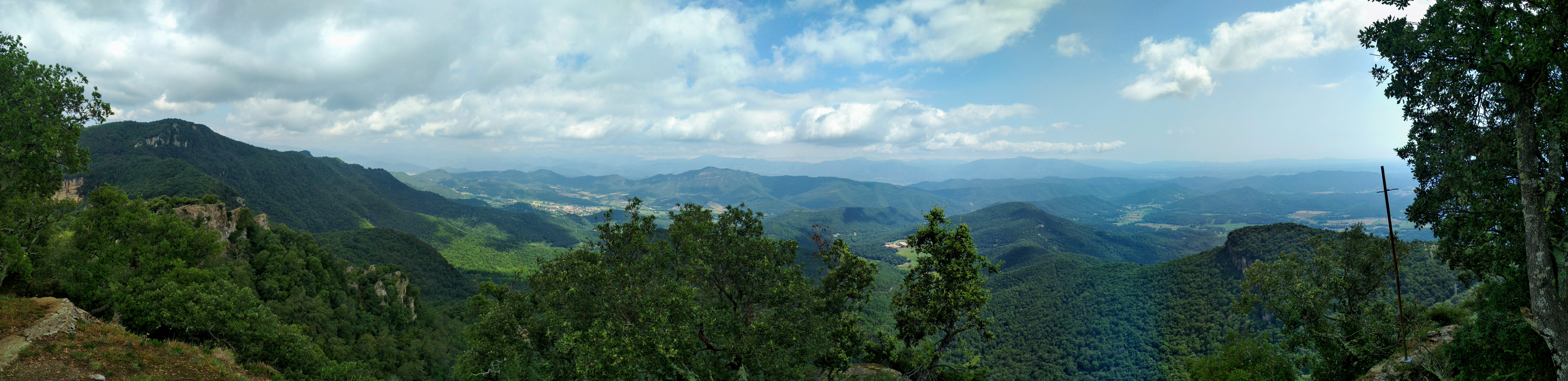
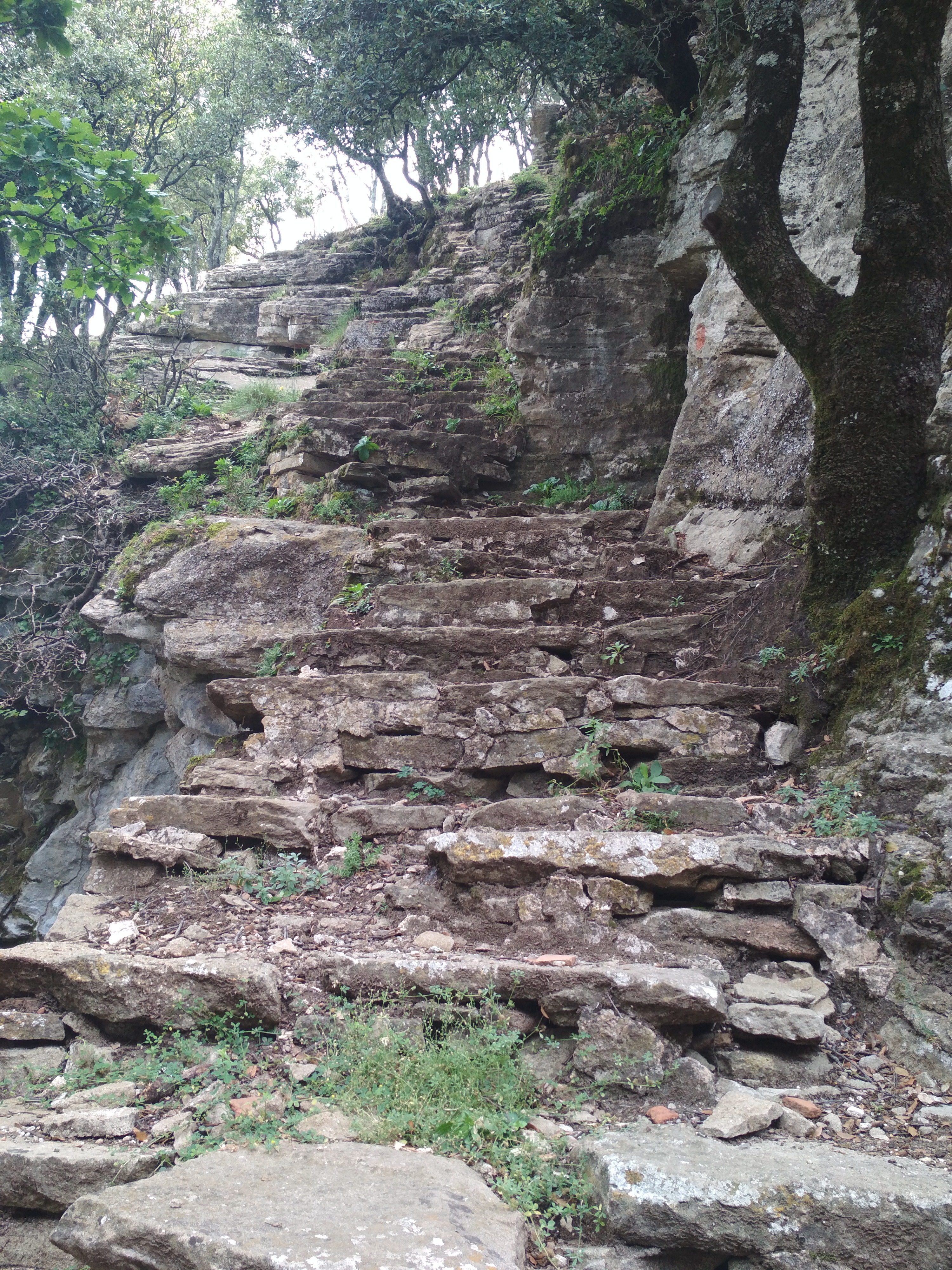
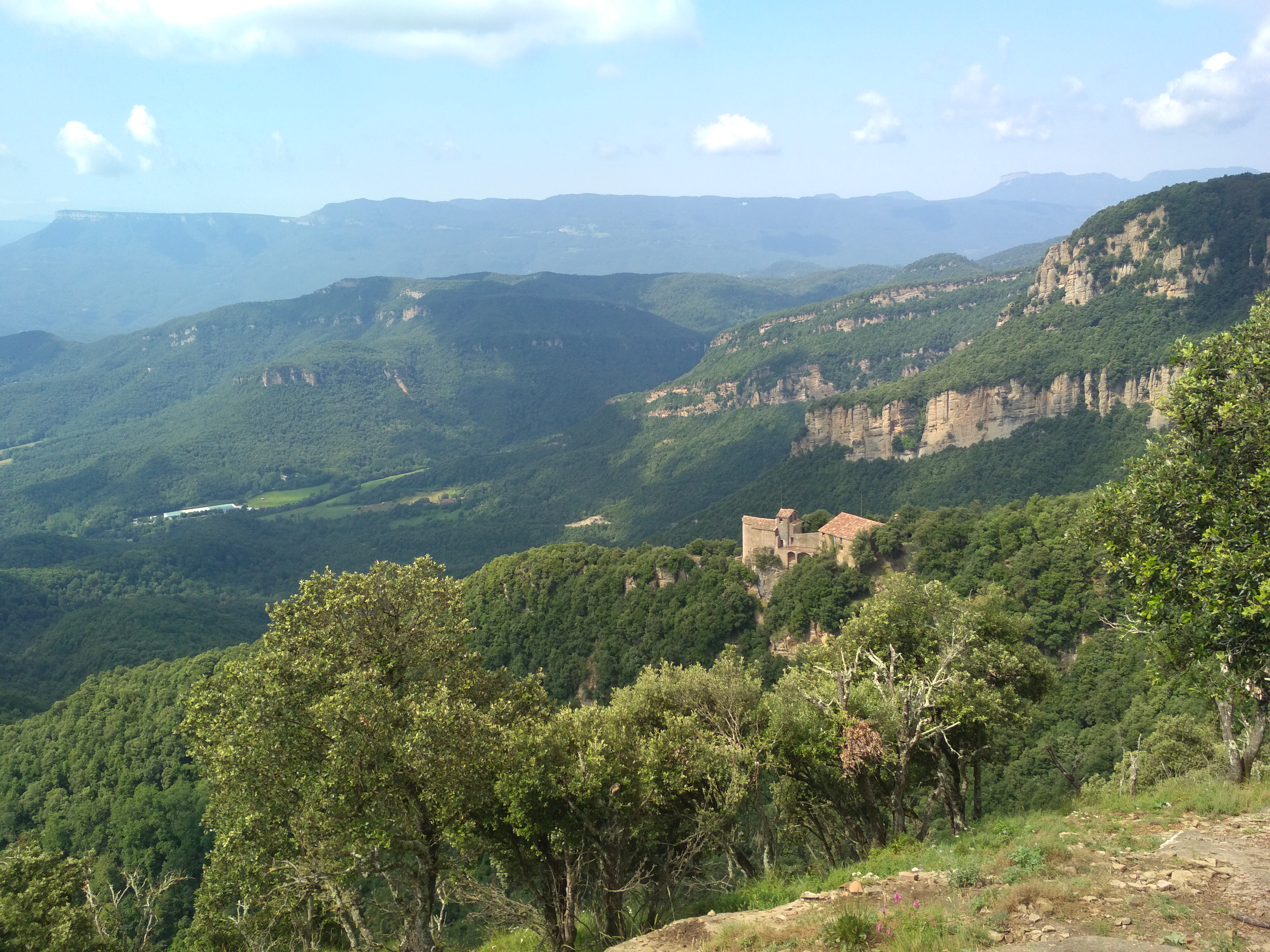
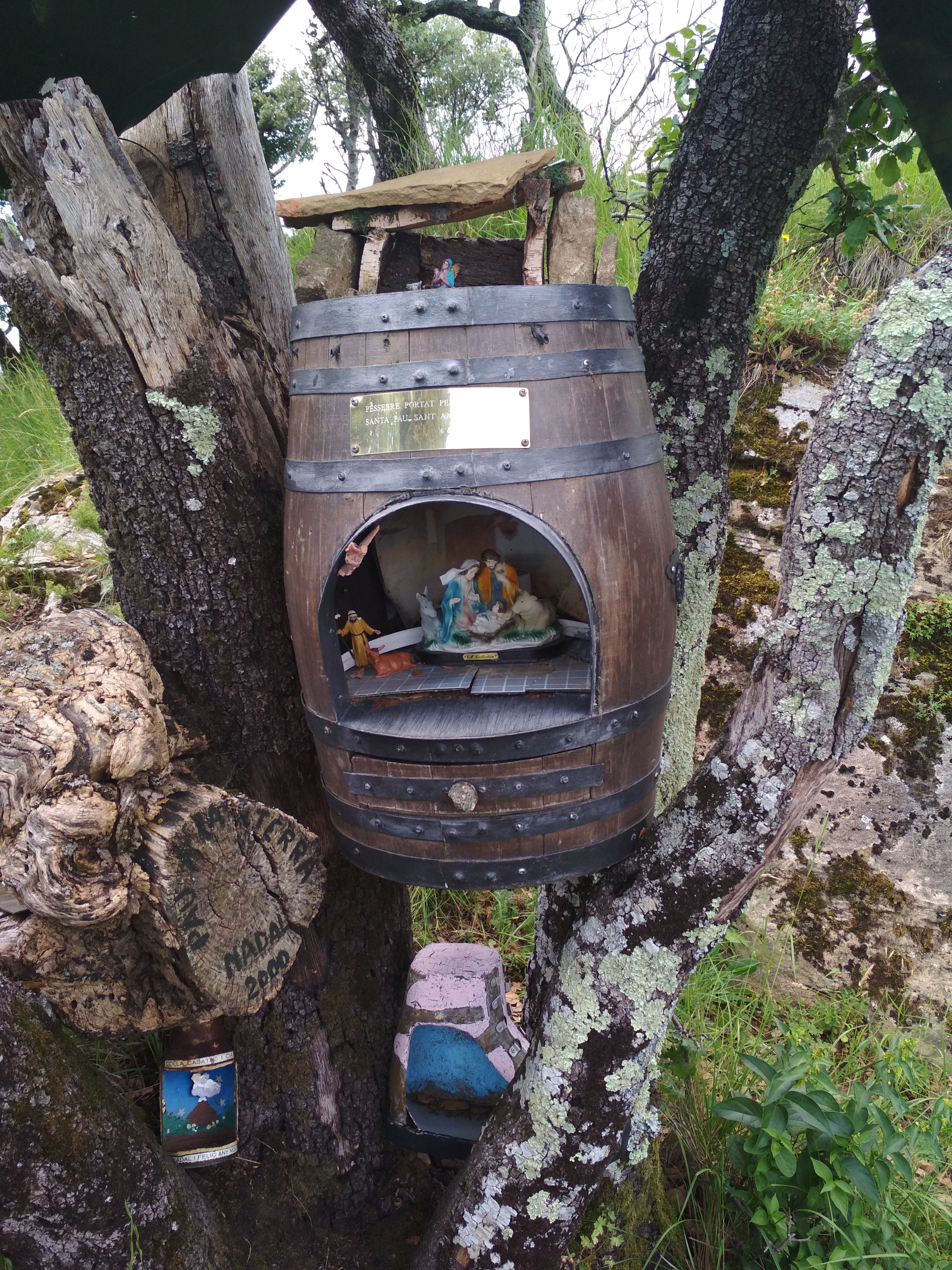